# بوار الدين
بوار الدين  هي قرية لبنانية من قرى قضاء عاليه في محافظة جبل لبنان.